# ウーロン
ウーロンは、鳥山明の漫画『ドラゴンボール』およびそれを原作とするアニメに登場する架空の人物。アニメの声優は龍田直樹。

## 概要
エイジ740年9月23日生まれ。身長121cm、体重32kg。血液型A型。趣味はパンティー集め。好きなものは女。嫌いなものは男とブス。変身以外に芸がない。
様々なものに変化できるスケベな子豚。村の女の子をさらい、自分の嫁にしようとしていたところ、悟空に懲らしめられてからはブルマたちの一行に加わり仲間となる。登場当初は人民服のような服と人民帽のような赤い星の記章がついた帽子とサスペンダー付きズボン（吊りズボン）を着用。強面や怪物に変身して、そこかしこから金を巻き上げて建てた御殿で暮らしていた。どちらかといえば年下が好みなようで、ブルマの実年齢を聞いたときはその点をわずかに気にしている描写があった。
ブルマにはよく悪態をつき、素直ではない性格。
天下一武道会にはブルマと一緒に会場へ行き、試合を観戦する。共にカメハウスにいることもあり、悪態をつく割にブルマとは仲が良い。作中での登場機会は減っていくものの、魔人ブウ編の第25回天下一武道会では、トランクスをけなした観客と挑発合戦を始めるブルマの隣で観客を睨んでいたり、また、ブウ戦後の神殿ではトランクスの後ろに隠れていたりするシーンも見られる。
男は嫌いと言いながらも、よく悟空との再会を喜んでおり、ナメック星編後に仲間を生き返らせる時には明るくはしゃいでいた。劇場版では悟飯やクリリンと行動を共にすることも多い。
臆病かつ面倒臭がり屋な性格である。レッドリボン軍との戦いは仮病を使って逃れようとし、ピッコロ大魔王が現れた時は「（ピッコロが抹殺しようとしているのは武道家だから）オレには関係ないんだ」と発言している。危険な場所には絶対に行きたがらないせいもあって、恐ろしい強敵が現れるにつれて登場機会が減った。
アニメでは豚型の人間が多数住む八角村の出身という設定が付けられ、ウーロンもその住人の一人であり、このときからスケベだった。
南部変身幼稚園出身で変身能力を学んでいたが、先生のパンツを全部盗んで幼稚園から逃げ出した結果、追い出された過去を持つ。このため変身時間は5分しか持たず、変身後は1分の休憩を要する。逆にいえば5分以内なら何度でも変身可能。姿は化けられてもその能力（具体的には、本物どおりの強度）までを有することはできないが、コウモリやロケットに化けた際に飛行能力を有している場面がある。また、液体や気体に変身した描写はない。
プーアルとは幼稚園時代の同級生で、幼稚園の頃、プーアルがふざけて女の子に変身しているとき、「かわいいお嬢さん、俺とつきあわないか!?フフン」と話しかけたのが最初の出会い。2丁目に住んでいる同級生のゼンマイからは「ギャングのウー公」と呼ばれており、プーアルの宿題を何度かぶん取っていた。授業でたまにボンギツネ先生がすごく短いスカートを履いてくるのを楽しみにしていた。
名前の由来は、ウーロン茶。初期案での名前は「ウー・ロン」。

## 略歴
- エイジ740 9月23日 - 誕生。
- エイジ749 - 9歳。化け物に変身して村人を脅し、村から女の子を誘拐していたが、そこに居合わせた悟空と戦い、懲らしめられて足を洗い、ブルマに変身能力を買われたことでドラゴンボール探しの仲間となる。その際、逃亡防止のためにブルマに「PPキャンディ」を飲まされる。夜、ブルマに睡眠薬入りジュースを飲ませたが目的は達せず。ピラフが世界征服の願いを神龍に叶えさせようとした際には、とっさに「ギャルのパンティおくれ」[注 6]とピラフより先に願いを言い、世界を救った。
- エイジ750 - 10歳。第21回天下一武道会を観戦。悟空と再会を喜び合う。レッドリボン軍との戦いにしぶしぶ参加する（ただし、敵本部に近付いた時はすでに悟空が壊滅させていた）。
- エイジ753 - 13歳[4]。第22回天下一武道会を観戦。その後、ピッコロ大魔王との戦いではブルマたちと共にカメハウスで過ごし、状況を見守る。ピッコロ大魔王の世界征服宣言後、亀仙人と餃子の遺体を引き取りに行く。
- エイジ756 - 16歳。第23回天下一武道会を観戦。一回戦にて「匿名希望」名義で参加していたチチの正体に真っ先に気付く。
- エイジ762 - 22歳。サイヤ人地球襲来前日、ブルマたちと一緒に神龍を呼び出す。サイヤ人戦後、ナメック星へ飛ぶ悟空がカプセルコーポレーションに来た際に顔を見に来るが、会えずじまい。
- エイジ763 - 23歳。ブルマたちと一緒にポルンガを呼び出す。仲間の蘇生を喜ぶ。
- エイジ764 - 24歳。庭でバーベキューをしている時、フリーザが地球に襲来。
- エイジ774 - 34歳。第25回天下一武道会を観戦。帰ってきた悟空に涙を浮かべる。その後、魔人ブウに菓子にされて食べられるが、ドラゴンボールで生き返る。
- エイジ776 - 36歳。ミスター・サタンのホテル落成式典に参加。大根でのくじ引きにも参加した。
- エイジ778 - 38歳。ブルマの誕生会に参加。悟飯が久々にグレートサイヤマンに変装した姿を見てクリリンたちとともに興奮していた。

## 劇場版での活躍
第1作目『ドラゴンボール 神龍の伝説』では森の中で生活。パンジを自分の嫁にしようと追いかけていた所を悟空と遭遇。原作同様変身して戦うが、悟空に敵わず、退治され仲間になる。グルメス城に潜入した際は化物に変身して、兵士を脅かしていた。
第3作目『ドラゴンボール 摩訶不思議大冒険』ではブルマの口車に乗せられ、ヤムチャやプーアルと共にミーファン国に行くことになる。到着後は鶴仙人に化けて宮殿内に潜入する。
『Z』以降の劇場版では亀仙人、ヤジロベーと並んでコメディキャラクターとしての出演が多い。
第5作目『この世で一番強いヤツ』ではドラゴンボール探索のため悟飯を連れてツルマイツブリ山に赴くが、Dr.コーチンに願いを叶えられる。
第6作目『地球まるごと超決戦』では悟飯、クリリン、ブルマとともにキャンプに来ていた。
第7作目『超サイヤ人だ孫悟空』では、悟飯につれてこられスラッグの宇宙船へ。スラッグ軍団に見つかった際は「死んだふり」をするものの、兵士に踏まれていた。
劇場版第8作目『とびっきりの最強対最強』では、キャンプに来ていたところクウラ機甲戦隊により森が破壊されハイヤードラゴンとともに動物の救助活動を行う。
第9作目『激突!!100億パワーの戦士たち』では悟空たちとともに新ナメック星へ。メタルクウラの配下であるロボット兵に捕獲される。処分されそうになっていたが、悟空たちの活躍によりビッグゲテスターの機能が停止し助かる。
第10作目『極限バトル!!三大超サイヤ人』ではクリリンたちとともにミスコンテストに並んでいた。
第11作目『燃えつきろ!!熱戦・烈戦・超激戦』では、亀仙人たちとともに新惑星ベジータへ行き、終始酔っ払っている亀仙人の突っ込み役になっていた。
第12作目『銀河ギリギリ!!ぶっちぎりの凄い奴』では、天下一大武道大会の観戦に来ていた。
第17作目『ドラゴンボール 最強への道』ではブルマをさらおうと悟空たちに近付くが、悟空に敵わず退治され、ドラゴンボール探しを手伝うことになる。レッドリボン軍に捕まった際は鍵に化け、牢屋から抜け出した。
第18作目『神と神』では、悟空帰還前に他の戦士たちを倒した破壊神ビルスに「ジャンケンして君が勝てば地球破壊をやめる」と持ちかけられる。ヤムチャに「ビルスはお前の手がブタの蹄でチョキしか出せないと思っているだろうからパーを出せば勝てる」と作戦を授けられて挑むが、作戦が丸聞こえでチョキを出され負けた。

## ドラゴンボール超
魔人ブウとの闘いが終わり、数年後に悟飯とビーデルが結婚した頃、ブルマの誕生日パーティーに呼ばれ、仲間たちと再会する。地球の命運をかけて破壊神ビルスとジャンケン勝負をすることになり、2回連続であいこになるものの3回目で負ける。

## ドラゴンボールGT
ブルマの家で暮らしており、ベビー戦の後に開かれたパーティーにも参加している。また邪悪龍編では彼の叶えた願いにより六星龍が誕生した。2代目・3代目エンディングにも登場。

## ウーロンが作中で変身したもの
鬼
村人を脅すために変身していた姿。初登場時は半裸に金棒を持っていたが、女の子を迎えに来た際はタキシードを着用し花束を持っていた。
紳士
鬼の姿が女の子を怖がらせていると思い、変身した姿。本人はもう少し若くなったほうがいいかと思ったが、その外見にブルマも魅了されていた。
オバケ牛
巨大な牛。一見凶暴だが、力は変わらないため、悟空を少し驚かすだけに終わり、終いには時間切れで一時後退する。
ロボット
悟空との再戦のために変身。箸と熱いスープの入った巨大丼を手に「お前を食べるぞ」と悟空に迫るが、悟空のパワーを見て唖然。親指がスープに浸かって熱がったり、背後から子供にイタズラされて痛がったりと醜態を晒す。これを見た悟空から「本当に強いのか？」と疑問を抱かれた。なお、胸の四角形に「根」「性」と1文字ずつ書かれているが、ウーロンの感情により両方とも「熱」「痛」と変化していた。
コウモリ
悟空から逃亡するために変身。ピラフ城の牢屋に出来た小さな穴から抜け出す時にも変身、この時は顔はそのままで全裸に両腕部分が羽根になっていた。後の『ドラゴンボール超』第68話にて神龍に願いを叶えてもらうべく駆け付けた際にもこの姿になっている。
ミサイル
コウモリに化けて逃亡中、悟空に追いつかれそうになったために変身。しかし時間切れになり、変身が解け落下する。
アリ（未遂）
悟空に捕らえられ、さらった娘たちがいる住処へ案内させられる途中で変身して逃げようと考えていたが、悟空に見抜かれていて踏み潰すと脅され未遂。
魚
ブルマから逃げ出すために変身。しかし彼女の脱ぎたてのパンツに食いついて釣られる。河を渡り切った後、ホイポイカプセルを紛失したブルマにパンツと引き換えに変身して探してくるように要求されるがウーロンはこれを拒否している。
オール
ボートで河を渡っている途中、ガス欠になったため変身。悟空に手荒に扱われた。なお、この直前にブルマにガソリンになるよう頼まれるが、「化けられるわけないだろ」と即答している。
バイク
ボートで移動中に他のホイポイカプセルを河に落としたため、悟空の提案により変身。ブルマから「センスが古い」と言われ、また力が変わらないため乗ったら潰れた。
パンツ
バイクでは力になれないために代わりにした変身。本人曰く「自信がある」。しかしブルマに拒否されて、地面に叩きつけられる。
ハエ
ヤムチャから逃亡するために変身するが、ハエたたきに変身したプーアルに叩き落とされる。
ブルマ
カプセルワゴンにて一夜を過ごした際、寝ているブルマにセクハラしようとしたが、悟空に変身したプーアルが来たために慌てて変身。寸詰まりの体型になっており、ヤムチャは遠目にも違和感を覚えていた。
フライパン山にてブルマにより、山の火を消す交換条件として亀仙人のスケベな願い（乳房をつつく）を叶えるための身代わりにされる。最初は寸詰まり気味の体形でブルマに注意され、本物と瓜二つの姿に変身。この姿で亀仙人に「パフパフ」する。『ドラゴンボール超』ではこれがトラウマになっていると語り、ぴちぴちギャルに変身して修行相手を務めるという亀仙人の頼みを断っている。
はしご（アニメのみ）
ブルマに第21回天下一武道会の予選を上の壁穴から見せようとするため変身。しかしクリリンが多林寺の先輩を場外負けにした際に下の壁が壊れ、そこから覗けたため徒労に終わった。
孫悟空（アニメのみ）
悟空がピッコロ大魔王を倒した直後、報道関係者がカメハウスに押しかけた際、本人不在をいいことに変身し女性リポーターにパフパフさせようとした。その前にブルマに殴り倒され退場。
鳥（アニメのみ）
第23回天下一武道会の予選を見るために変身。しかし鳥そのものに変身したプーアルと違い、手が翼に変わった程度である。

## ゲームでの登場
ファミリーコンピュータゲーム『ドラゴンボール 大魔王復活』『ドラゴンボール3 悟空伝』ではそれぞれ仲間カード、お助けカードとして登場。闘いから逃げ出す効果を持つ。
『ドラゴンボールZ 強襲!サイヤ人』『ドラゴンボールZ 超サイヤ伝説』ではお助けカードとして登場。手持ちのカードをすべて交換できる効果を持つ。
格闘ゲームではPlayStation専用ソフト『ドラゴンボールZ Ultimate Battle 22』にて登場。「1P VS CPU」モードで少年孫悟空の乱入を知らせるデモで登場。
『ドラゴンボールZ カカロット』では主にサブストーリーに関わってくる。ブウ打倒後には報酬と引き換えにブルマの身代わりとして老界王神に「ぱふぱふ」をしようとしたが、寸前で元に戻ってしまい失敗に終わった。また、DLCの「-TRUNKS- 希望の戦士」では悟空が死亡した時間軸において人造人間がトランクスに倒された後、18号のファンの後追い自殺を止めるべく18号に変化して説得している。